# Morti nel 1970
| Questa pagina contiene informazioni ricavate automaticamente dalle voci biografiche con l'ausilio del template Bio e di un bot. L'aggiornamento è periodico e automatico e ricostruisce completamente la pagina. Se manca una persona in questa lista, sei pregato di non aggiungerla, ma accertati piuttosto che la sua voce biografica contenga il template Bio e che i dati anagrafici siano correttamente compilati. Se il template Bio manca, inseriscilo tu stesso o, in alternativa, metti l'avviso {{tmp\|Bio}} che ne segnala la mancanza. Se i dati riportati sono sbagliati, correggi direttamente la voce biografica; le modifiche saranno visibili in questa lista entro pochi giorni. Per chiarimenti vedi il progetto biografie. La lista contiene solo le 1.174 persone che sono citate nell'enciclopedia e per le quali è stato implementato correttamente il template Bio. Pagina aggiornata al 18 ago 2025. |

## Gennaio(94)
- 1º gennaio - Eduard von Borsody, regista, direttore della fotografia e sceneggiatore austriaco (n. 1898)
- 1º gennaio - Werner Kuhnt, calciatore tedesco (n. 1893)
- 1º gennaio - Paavo Myllylä, militare e aviatore finlandese (n. 1918)
- 1º gennaio - Howard Scott, ingegnere statunitense (n. 1890)
- 2 gennaio - Ed Diddle, cestista, giocatore di football americano e allenatore di pallacanestro statunitense (n. 1895)
- 2 gennaio - Pierre Francastel, storico dell'arte e critico d'arte francese (n. 1900)
- 2 gennaio - András Kuttik, calciatore e allenatore di calcio ungherese (n. 1896)
- 2 gennaio - Engelbert Schrammel, calciatore austriaco (n. 1879)
- 2 gennaio - Frank Taylor, allenatore di calcio e calciatore inglese (n. 1916)
- 3 gennaio - Gladys Aylward, missionaria inglese (n. 1902)
- 3 gennaio - Robert B. Sinclair, regista teatrale, regista cinematografico e regista televisivo statunitense (n. 1905)
- 4 gennaio - Hayes Dockrell, nuotatore e pallanuotista irlandese (n. 1907)
- 4 gennaio - James Edwards, attore statunitense (n. 1918)
- 4 gennaio - René Kenner, calciatore francese (n. 1906)
- 4 gennaio - Viggo di Rosenborg, principe danese (n. 1893)
- 4 gennaio - Vincenzo Tieri, giornalista, commediografo e politico italiano (n. 1895)
- 5 gennaio - Max Born, fisico tedesco (n. 1882)
- 5 gennaio - Aldo Romaro, calciatore italiano (n. 1897)
- 5 gennaio - Sylvie, attrice francese (n. 1883)
- 6 gennaio - Vincenzo Castaldi, scacchista italiano (n. 1916)
- 6 gennaio - Hermann Euler, pittore tedesco (n. 1900)
- 6 gennaio - Max Galler, calciatore svizzero (n. 1902)
- 6 gennaio - Hugo Prono, pallanuotista argentino (n. 1923)
- 6 gennaio - Hans Schröder, calciatore tedesco (n. 1906)
- 6 gennaio - Antonio Taffi, arcivescovo cattolico italiano (n. 1897)
- 7 gennaio - Robert Barrat, attore statunitense (n. 1889)
- 7 gennaio - Domenico Debarbieri, calciatore italiano (n. 1907)
- 7 gennaio - Ken'ichi Enomoto, attore e comico giapponese (n. 1904)
- 7 gennaio - Charlie Wallace, calciatore inglese (n. 1885)
- 8 gennaio - Dave Halliday, allenatore di calcio e calciatore scozzese (n. 1901)
- 8 gennaio - Silvio Quadrelli, sollevatore italiano (n. 1889)
- 9 gennaio - Robert Bourget-Pailleron, scrittore e giornalista francese (n. 1897)
- 9 gennaio - Käthe Krauß, velocista tedesca (n. 1906)
- 10 gennaio - Pavel Ivanovič Beljaev, cosmonauta sovietico (n. 1925)
- 10 gennaio - Charles Olson, poeta statunitense (n. 1910)
- 11 gennaio - Ignazio Luè, pallanuotista e nuotatore italiano (n. 1891)
- 11 gennaio - Ada Roe, supercentenaria britannica (n. 1858)
- 11 gennaio - Paul Wagner, attore tedesco (n. 1899)
- 12 gennaio - Isabella Maria di Braganza, principessa portoghese (n. 1894)
- 12 gennaio - Ermenegildo Santoni, ingegnere e inventore italiano (n. 1896)
- 12 gennaio - Blanche Stuart Scott, aviatrice, scrittrice e attrice statunitense (n. 1889)
- 14 gennaio - Leopoldo Conti, calciatore italiano (n. 1901)
- 14 gennaio - William Feller, matematico croato (n. 1906)
- 14 gennaio - Augusto Massari, compositore e direttore d'orchestra italiano (n. 1887)
- 15 gennaio - Louis Fischer, giornalista statunitense (n. 1896)
- 15 gennaio - Lea Goldberg, traduttrice e scrittrice israeliana (n. 1911)
- 15 gennaio - Giuseppe Gorla, politico italiano (n. 1895)
- 15 gennaio - Ivan Lamby, velista svedese (n. 1865)
- 15 gennaio - Armando Lauro, calciatore italiano (n. 1900)
- 15 gennaio - Leonel Rugama, poeta e rivoluzionario nicaraguense (n. 1949)
- 15 gennaio - Riichi Sekiyama, giocatore di go giapponese (n. 1909)
- 16 gennaio - Andrea Clemente, bobbista italiano (n. 1942)
- 17 gennaio - Ramon d'Abadal i de Vinyals, storiografo spagnolo (n. 1888)
- 17 gennaio - Robert Lindley Murray, tennista statunitense (n. 1893)
- 17 gennaio - Klaas Ooms, calciatore olandese (n. 1917)
- 17 gennaio - Maria Rosada, montatrice italiana (n. 1899)
- 17 gennaio - Billy Stewart, cantante, batterista e pianista statunitense (n. 1937)
- 17 gennaio - Ona Šimaitė, bibliotecaria lituana (n. 1894)
- 18 gennaio - Viktor Fëdorovič Bolchovitinov, ingegnere sovietico (n. 1899)
- 19 gennaio - Aldo De Benedetti, commediografo e sceneggiatore italiano (n. 1892)
- 19 gennaio - James B. Donovan, avvocato e politico statunitense (n. 1916)
- 19 gennaio - Hal March, attore statunitense (n. 1920)
- 20 gennaio - Giovanni Bertoli, politico italiano (n. 1906)
- 21 gennaio - Franz Aigner, sollevatore austriaco (n. 1892)
- 21 gennaio - Joseph Attipetty, arcivescovo cattolico indiano (n. 1894)
- 21 gennaio - Alfonso Frangipane, pittore, disegnatore e decoratore italiano (n. 1881)
- 21 gennaio - Constance Cornwallis-West, nobildonna britannica (n. 1876)
- 21 gennaio - W. A. R. Wood, diplomatico e storico britannico (n. 1878)
- 22 gennaio - Georges Barré, generale francese (n. 1886)
- 22 gennaio - Alessandro Brenci, ingegnere, politico e antifascista italiano (n. 1894)
- 23 gennaio - Nell Shipman, attrice, sceneggiatrice e regista canadese (n. 1892)
- 24 gennaio - Betty Ross Clarke, attrice statunitense (n. 1892)
- 24 gennaio - Silvio Stritzel, allenatore di calcio e calciatore italiano (n. 1893)
- 25 gennaio - Jane Bathori, mezzosoprano francese (n. 1877)
- 25 gennaio - Eiji Tsuburaya, direttore della fotografia e produttore televisivo giapponese (n. 1901)
- 26 gennaio - Caresse Crosby, editrice, attivista e scrittrice statunitense (n. 1891)
- 26 gennaio - Fredrik Vogt, ingegnere norvegese (n. 1892)
- 27 gennaio - Marietta Blau, fisica austriaca (n. 1894)
- 27 gennaio - Rocco D'Assunta, attore italiano (n. 1904)
- 27 gennaio - Dorothy Farnum, sceneggiatrice statunitense (n. 1900)
- 27 gennaio - Dezső Grósz, calciatore ungherese (n. 1898)
- 27 gennaio - Erich Heckel, pittore e incisore tedesco (n. 1883)
- 28 gennaio - Werner Caskel, arabista e storico tedesco (n. 1896)
- 28 gennaio - Wilhelm Raapke, generale tedesco (n. 1896)
- 29 gennaio - Thelma Furness, attrice statunitense (n. 1904)
- 29 gennaio - Hans Christian Herlak, hockeista su prato danese (n. 1881)
- 29 gennaio - Basil Liddell Hart, storico, militare e giornalista britannico (n. 1895)
- 29 gennaio - Gérard Muselli, militare e aviatore francese (n. 1919)
- 29 gennaio - Adelchi Serena, politico italiano (n. 1895)
- 29 gennaio - Marie-Laure de Noailles, mecenate e artista francese (n. 1902)
- 30 gennaio - Fritz Bayerlein, generale tedesco (n. 1899)
- 30 gennaio - Malcolm Keen, attore inglese (n. 1887)
- 31 gennaio - Michail Leont'evič Mil', ingegnere aeronautico sovietico (n. 1909)
- 31 gennaio - Slim Harpo, cantautore e armonicista statunitense (n. 1924)

## Febbraio(99)
- 1º febbraio - Blaž Arnič, compositore sloveno (n. 1901)
- 1º febbraio - Eugène Christophe, ciclista su strada e ciclocrossista francese (n. 1885)
- 1º febbraio - Dolly Sisters, ballerina e cantante ungherese (n. 1892)
- 1º febbraio - Alfréd Rényi, matematico ungherese (n. 1921)
- 1º febbraio - Alice Săvulescu, botanica rumena (n. 1905)
- 2 febbraio - Lawrence Gray, attore e cantante statunitense (n. 1898)
- 2 febbraio - Giancarlo Rastelli, cardiochirurgo italiano (n. 1933)
- 2 febbraio - Bertrand Russell, nobile, filosofo e logico britannico (n. 1872)
- 2 febbraio - Marianna Tirelli, collezionista d'arte e scrittrice italiana (n. 1891)
- 2 febbraio - Jaroslav Vogel, direttore d'orchestra, compositore e scrittore ceco (n. 1894)
- 2 febbraio - Ladislao de Gauss, pittore e pubblicitario italiano (n. 1901)
- 3 febbraio - Camillo Artom, medico italiano (n. 1893)
- 3 febbraio - Heinrich Behmann, logico e matematico tedesco (n. 1891)
- 3 febbraio - Beulah Burns, attrice statunitense (n. 1908)
- 3 febbraio - Leif Eriksen, calciatore norvegese (n. 1909)
- 3 febbraio - Eino Railio, ginnasta finlandese (n. 1886)
- 4 febbraio - Louise Bogan, poetessa e critica letteraria statunitense (n. 1897)
- 4 febbraio - Fernando Giaccardi, statistico e economista italiano (n. 1903)
- 4 febbraio - Manuel Hedilla, politico spagnolo (n. 1902)
- 4 febbraio - Louis Laufray, nuotatore e pallanuotista francese (n. 1881)
- 4 febbraio - Winthrop Palmer, hockeista su ghiaccio statunitense (n. 1906)
- 4 febbraio - René Italo Ricolfi Doria, pallanuotista, nuotatore e imprenditore svizzero (n. 1901)
- 5 febbraio - Jay Eaton, attore statunitense (n. 1899)
- 5 febbraio - Eduard Fraenkel, filologo classico tedesco (n. 1888)
- 5 febbraio - Eugenio Montesinos, calciatore spagnolo (n. 1898)
- 6 febbraio - Saverio Fiducia, giornalista italiano (n. 1878)
- 6 febbraio - Roscoe Karns, attore statunitense (n. 1891)
- 6 febbraio - Giulio Maier, politico italiano (n. 1913)
- 7 febbraio - Abe Attell, pugile statunitense (n. 1884)
- 7 febbraio - Keen Johnson, politico statunitense (n. 1896)
- 7 febbraio - Frank Moss, calciatore e allenatore di calcio inglese (n. 1909)
- 7 febbraio - Arno Saarinen, ginnasta finlandese (n. 1884)
- 7 febbraio - Ugo Valperga, imprenditore e dirigente sportivo italiano (n. 1910)
- 8 febbraio - Lester Stoefen, tennista statunitense (n. 1911)
- 8 febbraio - Carlo Schiffrer, storico italiano (n. 1902)
- 9 febbraio - Italo Gariboldi, generale italiano (n. 1879)
- 9 febbraio - Leo Moser, matematico austriaco (n. 1921)
- 9 febbraio - Antenore Negri, siepista italiano (n. 1898)
- 10 febbraio - Helen Kim, educatrice e diplomatica sudcoreana (n. 1899)
- 10 febbraio - Federico Lazzaro, politico italiano (n. 1893)
- 12 febbraio - Johann Hoffmann, calciatore austriaco (n. 1908)
- 12 febbraio - Andrea Mongelli, basso italiano (n. 1901)
- 12 febbraio - Luigi Pepe Diaz, pittore e scultore italiano (n. 1909)
- 12 febbraio - André Souris, musicista belga (n. 1899)
- 13 febbraio - Hans Jürgen Krahl, filosofo e politico tedesco (n. 1943)
- 13 febbraio - Albert Sharpe, attore irlandese (n. 1885)
- 14 febbraio - Umberto Carpi De Resmini, medico e patologo italiano (n. 1881)
- 14 febbraio - Arthur Edeson, direttore della fotografia statunitense (n. 1891)
- 14 febbraio - Bo Ericson, martellista svedese (n. 1919)
- 14 febbraio - Algar Howard, genealogista, militare e araldista britannico (n. 1880)
- 14 febbraio - Rinaldo Olivazzo, calciatore italiano (n. 1904)
- 14 febbraio - Harry Stradling Sr., direttore della fotografia statunitense (n. 1901)
- 15 febbraio - Alexandros Chalkokondylīs, ginnasta greco (n. 1880)
- 15 febbraio - Hugh Dowding, generale britannico (n. 1882)
- 15 febbraio - Carl Johnson, calciatore statunitense (n. 1892)
- 15 febbraio - Dimitrios Loundras, ginnasta greco (n. 1885)
- 16 febbraio - Francis Peyton Rous, medico statunitense (n. 1879)
- 16 febbraio - Carl de Vogt, attore e cantante tedesco (n. 1885)
- 17 febbraio - Shmuel Yosef Agnon, scrittore e poeta israeliano (n. 1888)
- 17 febbraio - Karl Ludwig Felix Machatschki, mineralogista austriaco (n. 1895)
- 17 febbraio - Alfred Newman, compositore e direttore d'orchestra statunitense (n. 1900)
- 17 febbraio - Fernando Schiavetti, politico e giornalista italiano (n. 1892)
- 18 febbraio - Gabriel Le Bras, giurista, sociologo e storico delle religioni francese (n. 1891)
- 18 febbraio - Rudolf von Roman, generale tedesco (n. 1893)
- 19 febbraio - Aage Leidersdorff, schermidore danese (n. 1910)
- 19 febbraio - Gaston Modot, attore francese (n. 1887)
- 19 febbraio - Jules Munshin, attore, cantante e ballerino statunitense (n. 1915)
- 19 febbraio - Adolfo Spiller, calciatore svizzero (n. 1910)
- 20 febbraio - João Café Filho, giornalista, politico e avvocato brasiliano (n. 1899)
- 20 febbraio - Igino Gilbert de Winckels, generale e aviatore italiano (n. 1876)
- 20 febbraio - Pietro Salemi, militare italiano (n. 1912)
- 20 febbraio - Albert Wolff, compositore e direttore d'orchestra francese (n. 1884)
- 21 febbraio - Bernardo de la Guardia, schermidore costaricano (n. 1900)
- 21 febbraio - Peter Tatsuo Doi, cardinale e arcivescovo cattolico giapponese (n. 1892)
- 21 febbraio - Alberto Viviani, scrittore, poeta e giornalista italiano (n. 1894)
- 22 febbraio - Renzo Bongiovanni Radice, pittore italiano (n. 1899)
- 22 febbraio - Dora Boothby, tennista britannica (n. 1881)
- 22 febbraio - Michele Gordini, ciclista su strada italiano (n. 1896)
- 22 febbraio - Francesco Guidi, generale e politico italiano (n. 1876)
- 22 febbraio - Edward Selzer, produttore cinematografico statunitense (n. 1893)
- 22 febbraio - Emily Vanderbilt Sloane, scrittrice e filantropa statunitense (n. 1874)
- 23 febbraio - Armando Armani, generale e aviatore italiano (n. 1879)
- 23 febbraio - Frank Gerstle, attore statunitense (n. 1915)
- 24 febbraio - Carlo Boiardi, vescovo cattolico italiano (n. 1899)
- 24 febbraio - Charles Austin Gardner, botanico australiano (n. 1896)
- 24 febbraio - Gustaf Holmström, calciatore finlandese (n. 1888)
- 24 febbraio - Conrad Nagel, attore statunitense (n. 1897)
- 25 febbraio - Giovanni Del Curto, politico italiano (n. 1890)
- 25 febbraio - Adalgisa Giana, cantante lirica italiana (n. 1888)
- 25 febbraio - Aurelio Natoli Lamantea, politico e giornalista italiano (n. 1888)
- 25 febbraio - Mark Rothko, pittore statunitense (n. 1903)
- 26 febbraio - Milt Fankhouser, pilota automobilistico statunitense (n. 1915)
- 26 febbraio - Ethel Leginska, musicista, compositrice e direttrice d'orchestra inglese (n. 1886)
- 26 febbraio - Irina Aleksandrovna Romanova, principessa russa (n. 1895)
- 27 febbraio - Reizō Fukuhara, calciatore giapponese (n. 1931)
- 28 febbraio - Norbert Brodine, direttore della fotografia statunitense (n. 1896)
- 28 febbraio - Adolfo Infante, generale italiano (n. 1891)
- 28 febbraio - Luigi Menegazzoli, compositore e organista italiano (n. 1880)
- 28 febbraio - Teofilo Spasojević, calciatore jugoslavo (n. 1909)

## Marzo(92)
- 1º marzo - Christian Thomas Elvey, astronomo e geofisico statunitense (n. 1889)
- 1º marzo - Eduard Hoornik, scrittore olandese (n. 1910)
- 1º marzo - Toshio Iwatani, calciatore giapponese (n. 1925)
- 1º marzo - Hans Walzhofer, calciatore austriaco (n. 1906)
- 2 marzo - Paulo de Tarso Campos, arcivescovo cattolico brasiliano (n. 1895)
- 2 marzo - John Jacob Loeb, compositore statunitense (n. 1910)
- 2 marzo - Karl Meitinger, architetto tedesco (n. 1882)
- 2 marzo - Eugène van Herpen, giornalista, scrittore e regista olandese (n. 1906)
- 4 marzo - Armando Bernabiti, architetto italiano (n. 1900)
- 4 marzo - Franco Concesi, calciatore italiano (n. 1923)
- 4 marzo - Peter Godfrey, attore e regista britannico (n. 1899)
- 4 marzo - Carlo Quaglia, pittore italiano (n. 1903)
- 5 marzo - Alfonso Bialetti, inventore, imprenditore e operaio italiano (n. 1888)
- 5 marzo - Josef Rupert Geiselmann, presbitero e teologo tedesco (n. 1890)
- 5 marzo - Seien Shima, pittrice giapponese (n. 1892)
- 5 marzo - Josef Weber, calciatore tedesco (n. 1898)
- 6 marzo - Hans Heibach, calciatore tedesco (n. 1918)
- 6 marzo - William Hopper, attore e militare statunitense (n. 1915)
- 6 marzo - Meuccio Ruini, politico italiano (n. 1877)
- 8 marzo - Angelo Caramel, pittore italiano (n. 1924)
- 8 marzo - Erik Larsson, hockeista su ghiaccio svedese (n. 1905)
- 8 marzo - John Leipold, compositore statunitense (n. 1888)
- 8 marzo - Giovanni Pontini, pittore italiano (n. 1915)
- 9 marzo - Salvatore De Muto, attore teatrale italiano (n. 1876)
- 9 marzo - Evgenij Konstantinovič Nemčenko, attore e regista sovietico (n. 1906)
- 9 marzo - Anja Taranda, modella, showgirl e attrice statunitense (n. 1915)
- 10 marzo - Fritz Münch, direttore d'orchestra francese (n. 1890)
- 10 marzo - Georg de Laval, pentatleta e tiratore a segno svedese (n. 1883)
- 11 marzo - Kurt Feldt, generale tedesco (n. 1887)
- 11 marzo - Erle Stanley Gardner, scrittore statunitense (n. 1889)
- 11 marzo - Russell van Horn, pugile statunitense (n. 1885)
- 11 marzo - Giovanni Vincenzi, calciatore e allenatore di calcio italiano (n. 1905)
- 12 marzo - Josef Söhngen, antifascista tedesco (n. 1894)
- 12 marzo - Robert de Caix de Saint-Aymour, giornalista, politico e scrittore francese (n. 1869)
- 13 marzo - Gaspare Cataldo, commediografo, sceneggiatore e giornalista italiano (n. 1902)
- 13 marzo - Alec Clunes, attore e direttore teatrale inglese (n. 1912)
- 13 marzo - Maria Fioroni, archeologa e storica italiana (n. 1887)
- 13 marzo - Giuseppe Martinoli, botanico italiano (n. 1911)
- 14 marzo - Albert S. D'Agostino, scenografo statunitense (n. 1892)
- 15 marzo - Arthur Adamov, scrittore e drammaturgo francese (n. 1908)
- 15 marzo - Zvonko Jazbec, calciatore jugoslavo (n. 1911)
- 15 marzo - Tarjei Vesaas, scrittore norvegese (n. 1897)
- 16 marzo - Jack Guerrini, cantante e attore italiano (n. 1937)
- 16 marzo - Tammi Terrell, cantante statunitense (n. 1945)
- 17 marzo - Jérôme Carcopino, storico e funzionario francese (n. 1881)
- 17 marzo - Fernand Crommelynck, drammaturgo, attore e sceneggiatore belga (n. 1886)
- 17 marzo - Günther Dehn, teologo tedesco (n. 1882)
- 17 marzo - František Junek, calciatore cecoslovacco (n. 1907)
- 17 marzo - Mike Spring, maratoneta statunitense (n. 1879)
- 18 marzo - William Beaudine, regista, attore e produttore cinematografico statunitense (n. 1892)
- 18 marzo - Louis Béchereau, ingegnere francese (n. 1880)
- 18 marzo - Toni Gobbi, alpinista, scialpinista e imprenditore italiano (n. 1914)
- 18 marzo - Boris Petrovič Uvarov, entomologo russo (n. 1886)
- 19 marzo - Dina Bertoni Jovine, scrittrice, giornalista e pedagogista italiana (n. 1898)
- 19 marzo - Galliano Gervasi, politico, partigiano e sindacalista italiano (n. 1899)
- 19 marzo - Antonio Luigi Lombardini, politico italiano (n. 1904)
- 19 marzo - Walter McGrail, attore statunitense (n. 1888)
- 19 marzo - Armando Ronca, architetto italiano (n. 1901)
- 20 marzo - Herbert Grundmann, storico tedesco (n. 1902)
- 20 marzo - Georges Hebdin, calciatore belga (n. 1895)
- 20 marzo - Albert Scothern, calciatore inglese (n. 1882)
- 20 marzo - Jaipal Singh, hockeista su prato e politico indiano (n. 1903)
- 21 marzo - Marlen Haushofer, scrittrice austriaca (n. 1920)
- 21 marzo - Claudio Salmoni, ingegnere e politico italiano (n. 1919)
- 21 marzo - Henri de Ziégler, filologo, romanziere e letterato svizzero (n. 1885)
- 22 marzo - Leo Castro, pittore italiano (n. 1884)
- 22 marzo - Carlo Favagrossa, generale e politico italiano (n. 1888)
- 23 marzo - Leighton Bracegirdle, ammiraglio australiano (n. 1881)
- 23 marzo - Kentarō Kawatsu, nuotatore giapponese (n. 1914)
- 23 marzo - Del Lord, regista, produttore cinematografico e sceneggiatore canadese (n. 1894)
- 23 marzo - Skull Murphy, wrestler canadese (n. 1930)
- 23 marzo - James Earl Rudder, generale e politico statunitense (n. 1910)
- 24 marzo - Margareta Petrovna Froman, ballerina, coreografa e insegnante russa (n. 1896)
- 24 marzo - János Hungler, calciatore e allenatore di calcio ungherese (n. 1900)
- 25 marzo - Rosa Rolanda, pittrice, fotografa e ballerina statunitense (n. 1895)
- 25 marzo - Xu Haidong, politico, scrittore e generale cinese (n. 1900)
- 26 marzo - Patricia Ellis, attrice statunitense (n. 1918)
- 26 marzo - Julius Albert Krug, politico statunitense (n. 1907)
- 26 marzo - Rosa Zagnoni Marinoni, scrittrice e poetessa italiana (n. 1888)
- 27 marzo - Franco Asco, scultore italiano (n. 1903)
- 27 marzo - Pietro Braga, calciatore italiano (n. 1898)
- 27 marzo - Stéphanie Guerzoni, pittrice svizzera (n. 1887)
- 28 marzo - Ernst-Albrecht Hildebrandt, generale e poliziotto tedesco (n. 1895)
- 28 marzo - Ernfrid Malmgren, insegnante e esperantista svedese (n. 1899)
- 29 marzo - Vera Brittain, scrittrice, pacifista e giornalista britannica (n. 1893)
- 29 marzo - Lev Vladimirovič Kulešov, regista sovietico (n. 1899)
- 29 marzo - Anna Louise Strong, giornalista e scrittrice statunitense (n. 1885)
- 30 marzo - Heinrich Brüning, politico tedesco (n. 1885)
- 30 marzo - Scott R. Dunlap, produttore cinematografico, regista e attore statunitense (n. 1892)
- 31 marzo - Valerio Arri, maratoneta italiano (n. 1892)
- 31 marzo - Arsenio Frugoni, medievista italiano (n. 1914)
- 31 marzo - Semën Konstantinovič Timošenko, generale e politico sovietico (n. 1895)

## Aprile(94)
- 1º aprile - Luigi Bernasconi, saltatore con gli sci italiano (n. 1909)
- 1º aprile - Ludolf von Alvensleben, militare tedesco (n. 1901)
- 1º aprile - Polina Žemčužina, politica sovietica (n. 1897)
- 2 aprile - Lew Beck, cestista statunitense (n. 1922)
- 2 aprile - Carla Ronci, personalità religiosa italiana (n. 1936)
- 3 aprile - Endre Hamvas, arcivescovo cattolico ungherese (n. 1890)
- 3 aprile - Nicola di Oldenburg, politico tedesco (n. 1897)
- 4 aprile - Byron Foulger, attore statunitense (n. 1899)
- 4 aprile - Günther Hoffmann-Schönborn, generale tedesco (n. 1905)
- 5 aprile - Harriet Margaret Louisa Bolus, botanica sudafricana (n. 1877)
- 5 aprile - Karl Graf von Spreti, diplomatico, architetto e politico tedesco (n. 1907)
- 5 aprile - Alfred Sturtevant, genetista e biologo statunitense (n. 1891)
- 6 aprile - Maurice Stokes, cestista statunitense (n. 1933)
- 7 aprile - Giorgio Sinigaglia, medico e chirurgo italiano (n. 1886)
- 8 aprile - Felice di Borbone-Parma, principe spagnolo (n. 1893)
- 8 aprile - Charles D. Hall, scenografo britannico (n. 1888)
- 8 aprile - Hilde Lion, sociologa e educatrice tedesca (n. 1893)
- 8 aprile - Richard Neill, attore statunitense (n. 1875)
- 9 aprile - Arnold Hugh Martin Jones, storico britannico (n. 1904)
- 9 aprile - István Kozma, lottatore ungherese (n. 1939)
- 9 aprile - Paul Malisch, nuotatore tedesco (n. 1881)
- 10 aprile - Franco Garofalo, ammiraglio italiano (n. 1898)
- 10 aprile - Alfred Lergetporer, pallanuotista austriaco (n. 1909)
- 10 aprile - Giovanni Malipiero, tenore italiano (n. 1906)
- 10 aprile - Henri Marchal, architetto e archeologo francese (n. 1876)
- 10 aprile - Mishel Piastro, violinista e direttore d'orchestra statunitense (n. 1891)
- 11 aprile - Rogi André, fotografa ungherese (n. 1900)
- 11 aprile - Jagaddipendra Narayan, indiano (n. 1915)
- 11 aprile - Mario Merighi, medico e politico italiano (n. 1876)
- 11 aprile - Cathy O'Donnell, attrice statunitense (n. 1923)
- 11 aprile - John Henry O'Hara, scrittore statunitense (n. 1905)
- 12 aprile - Vsevolod Bessonov, militare sovietico (n. 1932)
- 12 aprile - Kerstin Thorborg, contralto e mezzosoprano svedese (n. 1896)
- 12 aprile - Arlington Valles, costumista britannico (n. 1886)
- 13 aprile - Giambattista Fanales, politico italiano (n. 1900)
- 14 aprile - Guglielmo Carozzi, presbitero italiano (n. 1880)
- 14 aprile - David Mountbatten, nobile inglese (n. 1919)
- 14 aprile - Don Warnke, cestista e allenatore di pallacanestro statunitense (n. 1920)
- 15 aprile - Vittorio Codovilla, politico italiano (n. 1894)
- 15 aprile - Fritz Gschweidl, calciatore austriaco (n. 1901)
- 16 aprile - Gennaro Ciaburri, medico e biologo italiano (n. 1881)
- 16 aprile - Richard Neutra, architetto austriaco (n. 1892)
- 16 aprile - Gustavo Serena, attore e regista italiano (n. 1882)
- 17 aprile - Alessio I, monaco cristiano e arcivescovo ortodosso russo (n. 1877)
- 17 aprile - Domenico Gnoli, pittore, illustratore e scenografo italiano (n. 1933)
- 17 aprile - Milton Kibbee, attore statunitense (n. 1896)
- 18 aprile - Angelo Brugnoli, presbitero e sindacalista italiano (n. 1872)
- 18 aprile - Don Finlay, ostacolista e velocista britannico (n. 1909)
- 18 aprile - Michał Kalecki, economista polacco (n. 1899)
- 19 aprile - Ben Bradshaw, lottatore statunitense (n. 1879)
- 19 aprile - Aimo Lahti, inventore finlandese (n. 1896)
- 19 aprile - Jia Ruskaja, danzatrice, coreografa e insegnante russa (n. 1902)
- 19 aprile - Goffredo Tonini, generale italiano (n. 1898)
- 20 aprile - Paul Celan, poeta rumeno (n. 1920)
- 20 aprile - Héctor García Godoy, avvocato e politico dominicano (n. 1921)
- 20 aprile - Silvio Secchi, allenatore di calcio e calciatore italiano (n. 1890)
- 21 aprile - Leroy Brown, altista statunitense (n. 1902)
- 21 aprile - Earl Hooker, chitarrista statunitense (n. 1929)
- 21 aprile - János Köves, calciatore ungherese (n. 1905)
- 21 aprile - Paul-Otto Schmidt, funzionario tedesco (n. 1899)
- 22 aprile - Stanley Benham, bobbista statunitense (n. 1913)
- 22 aprile - Horace Davey, regista e attore statunitense (n. 1889)
- 22 aprile - Malcolm Sayer, designer inglese (n. 1916)
- 22 aprile - Carlo Scarfoglio, giornalista italiano (n. 1887)
- 23 aprile - Carlo Arnaudi, agronomo e politico italiano (n. 1899)
- 23 aprile - Renato Avanzinelli, scultore italiano (n. 1908)
- 23 aprile - Giuseppe Chiariello, carabiniere italiano (n. 1924)
- 23 aprile - Adeline Genée, ballerina britannica (n. 1878)
- 23 aprile - Franco Varisco, calciatore e arbitro di calcio italiano (n. 1887)
- 23 aprile - Lillian West, attrice statunitense (n. 1886)
- 24 aprile - Adriana Guerrini, soprano italiano (n. 1907)
- 24 aprile - Otis Spann, pianista e cantante statunitense (n. 1930)
- 25 aprile - Virginio Bianchi, pittore italiano (n. 1899)
- 25 aprile - Antonio Candini, ciclista su strada italiano (n. 1892)
- 25 aprile - Raffaele Guariglia, nobile, diplomatico e politico italiano (n. 1889)
- 25 aprile - Anita Louise, attrice statunitense (n. 1915)
- 26 aprile - Francisco Cunha Leal, politico portoghese (n. 1888)
- 26 aprile - Charles January, calciatore statunitense (n. 1888)
- 26 aprile - Gypsy Rose Lee, ballerina e attrice statunitense (n. 1911)
- 27 aprile - Italo Bargagna, politico italiano (n. 1889)
- 27 aprile - Wilhelm Fahrmbacher, generale tedesco (n. 1888)
- 27 aprile - Arthur Shields, attore irlandese (n. 1896)
- 27 aprile - Ilario Tabarri, partigiano e antifascista italiano (n. 1917)
- 28 aprile - Ed Begley, attore statunitense (n. 1901)
- 28 aprile - Quinto Bucci, politico italiano (n. 1912)
- 28 aprile - Ralph Graf von Oriola, generale tedesco (n. 1895)
- 28 aprile - Tofigh Jahanbakht, lottatore iraniano (n. 1931)
- 29 aprile - Forrest DeBernardi, cestista statunitense (n. 1899)
- 29 aprile - Bill Deacon, hockeista su ghiaccio canadese (n. 1910)
- 30 aprile - Alfredo Maria Cavagna, vescovo cattolico italiano (n. 1879)
- 30 aprile - Hall Johnson, attore e cantante statunitense (n. 1888)
- 30 aprile - Antonino Matranga, mafioso italiano (n. 1905)
- 30 aprile - Jacob Presser, storico, scrittore e docente olandese (n. 1899)
- 30 aprile - Inger Stevens, attrice svedese (n. 1934)

## Maggio(81)
- 1º maggio - Ralph Hartley, scienziato statunitense (n. 1888)
- 1º maggio - Gioacchino Lauro, politico, armatore e dirigente sportivo italiano (n. 1920)
- 2 maggio - Andreas Franz, calciatore tedesco (n. 1897)
- 4 maggio - Domenico Filippone, architetto e urbanista italiano (n. 1903)
- 4 maggio - Piero Pierotti, regista e sceneggiatore italiano (n. 1912)
- 4 maggio - Pietro Vergani, politico, partigiano e sindacalista italiano (n. 1907)
- 5 maggio - Montagu Christie Butler, musicista e esperantista britannico (n. 1884)
- 5 maggio - Edna Mayo, attrice statunitense (n. 1895)
- 5 maggio - Giovanni Battista Picotti, storico italiano (n. 1878)
- 6 maggio - John Beazley, archeologo britannico (n. 1885)
- 6 maggio - Giovanni Giuriati, politico italiano (n. 1876)
- 6 maggio - Dino Liviero, ciclista su strada italiano (n. 1938)
- 6 maggio - Alessandro Serenelli, criminale italiano (n. 1882)
- 6 maggio - Max Westerkamp, hockeista su prato olandese (n. 1912)
- 6 maggio - Luigi Zoppetti, presbitero e partigiano italiano (n. 1888)
- 7 maggio - Henry Noble MacCracken, docente statunitense (n. 1880)
- 9 maggio - Kiyoo Kanda, calciatore giapponese
- 9 maggio - Miguel Keith, militare statunitense (n. 1951)
- 9 maggio - Walter Reuther, sindacalista statunitense (n. 1907)
- 9 maggio - Oskar Stonorov, architetto, scultore e storico dell'architettura tedesco (n. 1905)
- 10 maggio - Mari Blanchard, attrice statunitense (n. 1927)
- 11 maggio - Johnny Hodges, sassofonista statunitense (n. 1907)
- 11 maggio - Mario Rigatti, aviatore e militare italiano (n. 1910)
- 12 maggio - Władysław Anders, generale e politico polacco (n. 1892)
- 12 maggio - Lau Lauritzen, attore, regista e sceneggiatore danese (n. 1910)
- 12 maggio - Nelly Sachs, poetessa e scrittrice tedesca (n. 1891)
- 12 maggio - Donald Thomson, antropologo e ornitologo australiano (n. 1901)
- 12 maggio - Alois Wotawa, compositore di scacchi austriaco (n. 1896)
- 13 maggio - Alessandro De Stefani, commediografo, scrittore e sceneggiatore italiano (n. 1891)
- 13 maggio - William Dobell, scultore e pittore australiano (n. 1899)
- 13 maggio - Josef Reichert, generale tedesco (n. 1891)
- 14 maggio - Arkadij Viktorovič Belinkov, scrittore e critico letterario sovietico (n. 1921)
- 14 maggio - Billie Burke, attrice statunitense (n. 1884)
- 14 maggio - Charles Fredericks, attore statunitense (n. 1918)
- 14 maggio - Fritz Perls, psicoterapeuta tedesco (n. 1893)
- 14 maggio - Louise Goff Reece, politica statunitense (n. 1898)
- 15 maggio - Arnaldo Fortini, storico, scrittore e avvocato italiano (n. 1889)
- 15 maggio - Erminio Rovida, generale italiano (n. 1885)
- 16 maggio - Salvatore Caronia Roberti, architetto e ingegnere italiano (n. 1887)
- 16 maggio - Pio Maneschi, calciatore italiano (n. 1898)
- 16 maggio - Carmelo Marchese Ragona, funzionario e dirigente sportivo italiano (n. 1903)
- 17 maggio - Heinz Hartmann, psichiatra e psicoanalista austriaco (n. 1894)
- 18 maggio - Vilmos Engel, calciatore ungherese (n. 1894)
- 18 maggio - Camillo Ugi, calciatore tedesco (n. 1884)
- 19 maggio - Giovanni Pietro Ferrari, scultore italiano (n. 1884)
- 19 maggio - Halvard Lange, politico norvegese (n. 1902)
- 19 maggio - Giovanni Menzani, politico, partigiano e antifascista italiano (n. 1920)
- 19 maggio - Paolo Sturzenegger, calciatore svizzero (n. 1902)
- 19 maggio - August Zamoyski, scultore polacco (n. 1893)
- 19 maggio - Jaroslav Černý, egittologo ceco (n. 1898)
- 20 maggio - Luigi Palmieri, politico italiano (n. 1913)
- 21 maggio - Lucy Fox, attrice statunitense (n. 1897)
- 21 maggio - Vinton Hayworth, attore statunitense (n. 1906)
- 21 maggio - Eusebio Sarasso, calciatore italiano (n. 1892)
- 22 maggio - Delia Akeley, esploratrice statunitense (n. 1875)
- 22 maggio - Goodwin Knight, politico statunitense (n. 1896)
- 22 maggio - Gojmir Anton Kos, pittore sloveno (n. 1896)
- 23 maggio - Andrea Bonifacio, calciatore italiano (n. 1900)
- 23 maggio - René Capitant, giurista e politico francese (n. 1901)
- 23 maggio - Hans Streuli, politico svizzero (n. 1892)
- 23 maggio - William Lloyd Warner, antropologo e sociologo statunitense (n. 1898)
- 24 maggio - Folco Lulli, attore, regista e partigiano italiano (n. 1912)
- 25 maggio - Johann Andres, calciatore austriaco (n. 1887)
- 25 maggio - Giovanni Calò, pedagogista e politico italiano (n. 1882)
- 25 maggio - Christopher Dawson, storico e scrittore britannico (n. 1889)
- 27 maggio - Ettore Corbelli, calciatore italiano (n. 1885)
- 27 maggio - Rose McConnell Long, politica statunitense (n. 1892)
- 27 maggio - Abdelkhalek Torres, politico, scrittore e giornalista marocchino (n. 1910)
- 28 maggio - Iuliu Hossu, cardinale e vescovo cattolico romeno (n. 1885)
- 28 maggio - Georgi Spirov Najdenov, calciatore bulgaro (n. 1931)
- 28 maggio - Trajko Rajković, cestista jugoslavo (n. 1937)
- 29 maggio - Luigi Grassi, politico italiano (n. 1891)
- 29 maggio - Eva Hesse, scultrice statunitense (n. 1936)
- 29 maggio - Waldemar Pabst, ufficiale e attivista tedesco (n. 1880)
- 30 maggio - Giacinto Artale, politico italiano (n. 1906)
- 30 maggio - Estelle Roberts, britannica (n. 1889)
- 30 maggio - Haakon Sörvik, ginnasta svedese (n. 1886)
- 31 maggio - Heros Cuzari, avvocato e politico italiano (n. 1919)
- 31 maggio - Manuel Ortiz, pugile statunitense (n. 1916)
- 31 maggio - Terry Sawchuk, hockeista su ghiaccio canadese (n. 1929)
- 31 maggio - Clare Consuelo Sheridan, scultrice, scrittrice e giornalista inglese (n. 1885)

## Giugno(93)
- 1º giugno - Pedro Eugenio Aramburu, politico e generale argentino (n. 1905)
- 1º giugno - Eemil Luukka, politico finlandese (n. 1892)
- 1º giugno - Giuseppe Ungaretti, poeta, scrittore e traduttore italiano (n. 1888)
- 2 giugno - Giovanni Annoni, militare italiano (n. 1911)
- 2 giugno - Orhan Kemal, scrittore turco (n. 1914)
- 2 giugno - Albert Lamorisse, regista, produttore cinematografico e scrittore francese (n. 1922)
- 2 giugno - Bruce McLaren, pilota automobilistico e ingegnere neozelandese (n. 1937)
- 2 giugno - Quadrio Pirani, ingegnere e architetto italiano (n. 1878)
- 2 giugno - Lucía Sánchez Saornil, anarchica e poetessa spagnola (n. 1895)
- 3 giugno - Pietro Germani, politico italiano (n. 1903)
- 3 giugno - Anna Maria Ichino, giornalista e antifascista italiana (n. 1912)
- 3 giugno - Roberto Longhi, storico dell'arte e critico d'arte italiano (n. 1890)
- 3 giugno - Hjalmar Schacht, economista e politico tedesco (n. 1877)
- 3 giugno - Wilhelm Speidel, generale tedesco (n. 1895)
- 4 giugno - Josep Carner, poeta spagnolo (n. 1884)
- 4 giugno - Clifton Cates, generale statunitense (n. 1893)
- 4 giugno - Branch McCracken, cestista, giocatore di football americano e allenatore di pallacanestro statunitense (n. 1908)
- 4 giugno - Sonny Tufts, attore statunitense (n. 1911)
- 5 giugno - Carlo Vischia, politico italiano (n. 1894)
- 6 giugno - Camille Bombois, pittore francese (n. 1883)
- 6 giugno - Elvio Calderoni, attore italiano (n. 1926)
- 6 giugno - Friedrich Köchling, generale tedesco (n. 1893)
- 6 giugno - Keller Rockey, generale statunitense (n. 1888)
- 7 giugno - E. M. Forster, scrittore britannico (n. 1879)
- 8 giugno - Valentin Feurstein, generale austriaco (n. 1885)
- 8 giugno - Abraham Maslow, psicologo statunitense (n. 1908)
- 8 giugno - Nicola Pende, politico e medico italiano (n. 1880)
- 9 giugno - Rafael Ángel Calderón Guardia, politico costaricano (n. 1900)
- 9 giugno - Piero Girace, giornalista, scrittore e critico d'arte italiano (n. 1904)
- 9 giugno - Attilio Marinangeli, missionario italiano (n. 1913)
- 9 giugno - Aladdin Pallante, violinista e attore statunitense (n. 1912)
- 10 giugno - Bartolomé Blanche, generale e politico cileno (n. 1879)
- 10 giugno - Santiago Herrero, pilota motociclistico spagnolo (n. 1942)
- 11 giugno - Gaspar DiGregorio, criminale statunitense (n. 1905)
- 11 giugno - Aleksandr Fëdorovič Kerenskij, politico russo (n. 1881)
- 11 giugno - Frank Laubach, mistico e missionario statunitense (n. 1884)
- 11 giugno - Henri Lefèbvre, lottatore francese (n. 1905)
- 11 giugno - Giuseppe Ruotolo, vescovo cattolico italiano (n. 1898)
- 11 giugno - Frank Silvera, attore statunitense (n. 1914)
- 12 giugno - Boris Pavlovič Belousov, chimico e biofisico sovietico (n. 1893)
- 12 giugno - Raúl Silva Castro, giornalista, critico letterario e scrittore cileno (n. 1905)
- 13 giugno - Nico Buwalda, calciatore olandese (n. 1890)
- 13 giugno - Giorgio Cencetti, paleografo e archivista italiano (n. 1908)
- 13 giugno - Piero Pilati, calciatore italiano (n. 1903)
- 14 giugno - Giuseppe Corrias, militare italiano (n. 1892)
- 14 giugno - William H. Daniels, direttore della fotografia statunitense (n. 1901)
- 14 giugno - Irene Guest, nuotatrice statunitense (n. 1900)
- 14 giugno - Roman Ingarden, filosofo polacco (n. 1893)
- 14 giugno - Guido Malatesta, regista cinematografico, sceneggiatore e giornalista italiano (n. 1919)
- 14 giugno - Bachisio Raimondo Motzo, storico italiano (n. 1883)
- 15 giugno - John Noble Kennedy, generale scozzese (n. 1893)
- 15 giugno - Robert Morrison MacIver, sociologo scozzese (n. 1882)
- 15 giugno - Francesco Plodari, imprenditore e ciclista su strada italiano (n. 1887)
- 15 giugno - Henri Queuille, politico francese (n. 1884)
- 16 giugno - Sydney Chapman, geofisico britannico (n. 1888)
- 16 giugno - Heino Eller, compositore e docente estone (n. 1887)
- 16 giugno - Lonnie Johnson, cantante e chitarrista statunitense (n. 1899)
- 16 giugno - Brian Piccolo, giocatore di football americano statunitense (n. 1943)
- 16 giugno - Hortense Powdermaker, antropologa statunitense (n. 1896)
- 16 giugno - Wayne Shanklin, compositore, musicista e produttore discografico statunitense (n. 1916)
- 16 giugno - Elsa Triolet, scrittrice e partigiana francese (n. 1896)
- 17 giugno - Henri Vidon, attore britannico (n. 1887)
- 18 giugno - Henry Hintermeister, pittore e illustratore statunitense (n. 1897)
- 18 giugno - Giampietro Domenico Pellegrini, politico, economista e scrittore italiano (n. 1899)
- 19 giugno - Jacques Hébertot, giornalista, editore e drammaturgo francese (n. 1886)
- 19 giugno - Vladimir Alekseevič Ivanov, iranista e islamista russo (n. 1886)
- 19 giugno - Adele Maria Jemolo, partigiana e politica italiana (n. 1926)
- 19 giugno - Sjaak Köhler, nuotatore e pallanuotista olandese (n. 1902)
- 20 giugno - Angelo Crippa, architetto e disegnatore italiano (n. 1882)
- 21 giugno - Piers Courage, pilota di Formula 1 inglese (n. 1942)
- 21 giugno - Cecil Roth, storico e insegnante inglese (n. 1899)
- 21 giugno - Sukarno, politico indonesiano (n. 1901)
- 22 giugno - René Bouscat, generale francese (n. 1891)
- 22 giugno - Antonio Capetti, ingegnere italiano (n. 1895)
- 22 giugno - Dixon Fiske, pallanuotista statunitense (n. 1914)
- 22 giugno - Đặng Thùy Trâm, chirurgo e scrittrice vietnamita (n. 1943)
- 22 giugno - Tudor Collins, fotografo neozelandese (n. 1898)
- 22 giugno - Grete Wiesenthal, ballerina, attrice e coreografa austriaca (n. 1885)
- 23 giugno - Carl Auen, attore tedesco (n. 1892)
- 23 giugno - István Fekete, scrittore ungherese (n. 1900)
- 23 giugno - Fortunato Yambao, cestista filippino (n. 1912)
- 24 giugno - Francesco Casnati, giornalista italiano (n. 1892)
- 24 giugno - Man Singh II, principe, politico e diplomatico indiano (n. 1912)
- 26 giugno - Leopoldo Marechal, poeta, drammaturgo e scrittore argentino (n. 1900)
- 27 giugno - Dan Kinsey, ostacolista statunitense (n. 1902)
- 27 giugno - Pierre Mac Orlan, artista e scrittore francese (n. 1882)
- 28 giugno - Alma Macrorie, montatrice statunitense (n. 1904)
- 29 giugno - Stefan Andres, scrittore tedesco (n. 1906)
- 29 giugno - Hank Bruder, giocatore di football americano statunitense (n. 1907)
- 29 giugno - Günther Messner, alpinista e esploratore italiano (n. 1946)
- 29 giugno - Edwin Morris, generale britannico (n. 1889)
- 29 giugno - Salvador de la Plaza, politico e sindacalista venezuelano (n. 1896)
- 30 giugno - Ștefan Barbu, calciatore rumeno (n. 1908)

## Luglio(107)
- 1º luglio - Rino Alessi, giornalista, scrittore e saggista italiano (n. 1885)
- 1º luglio - Franz Islacker, calciatore tedesco (n. 1926)
- 1º luglio - Alceo Negri, politico italiano (n. 1909)
- 2 luglio - Osiride Brovedani, imprenditore e filantropo italiano (n. 1893)
- 2 luglio - Alice Cocéa, attrice e cantante francese (n. 1899)
- 2 luglio - Philipp Müller-Gebhard, generale tedesco (n. 1889)
- 3 luglio - Ezio Borgo, calciatore italiano (n. 1907)
- 3 luglio - Ferdinando Danesi, poliziotto italiano (n. 1927)
- 3 luglio - Van Cleave, compositore statunitense (n. 1910)
- 4 luglio - Giovanni Biamonti, musicologo italiano (n. 1889)
- 4 luglio - Jack Bowers, calciatore inglese (n. 1908)
- 4 luglio - Ercolano Ercolani, aviatore e militare italiano (n. 1908)
- 4 luglio - Juliusz Kleeberg, generale polacco (n. 1890)
- 4 luglio - Barnett Newman, pittore e scultore statunitense (n. 1905)
- 4 luglio - Karel Sokolář, calciatore cecoslovacco (n. 1907)
- 5 luglio - Ralph Leo Hayes, vescovo cattolico statunitense (n. 1884)
- 5 luglio - Eb van der Kluft, calciatore olandese (n. 1889)
- 5 luglio - André Philip, politico e economista francese (n. 1902)
- 6 luglio - Arthur Herbert Copeland, matematico statunitense (n. 1898)
- 6 luglio - Violet Horner, attrice statunitense (n. 1892)
- 6 luglio - Ivan Karpov, pittore russo (n. 1898)
- 6 luglio - Marjorie Rambeau, attrice statunitense (n. 1889)
- 7 luglio - Vitale Bramani, imprenditore e alpinista italiano (n. 1900)
- 7 luglio - Karl Haas, musicista, musicologo e direttore d'orchestra tedesco (n. 1900)
- 7 luglio - Hein Heckroth, scenografo e costumista tedesco (n. 1901)
- 7 luglio - Laura Knight, pittrice inglese (n. 1877)
- 7 luglio - Chet Stratton, attore statunitense (n. 1910)
- 7 luglio - Tomu Uchida, regista giapponese (n. 1898)
- 10 luglio - Bjarni Benediktsson, politico islandese (n. 1908)
- 10 luglio - Félix Gaillard, politico francese (n. 1919)
- 10 luglio - Vincenzo Giacotto, dirigente sportivo italiano (n. 1923)
- 10 luglio - Robert Gould Shaw III, socialite statunitense (n. 1898)
- 10 luglio - Thomas Bahnson Stanley, politico statunitense (n. 1890)
- 11 luglio - André Lurçat, architetto e designer francese (n. 1894)
- 11 luglio - Agustín Muñoz Grandes, politico e generale spagnolo (n. 1896)
- 11 luglio - Sonny Wood, cestista statunitense (n. 1922)
- 12 luglio - Giovanni Maver, slavista italiano (n. 1891)
- 12 luglio - Béla Rebró, calciatore e allenatore di calcio ungherese (n. 1901)
- 12 luglio - Georg Umbenhauer, ciclista su strada e pistard tedesco (n. 1912)
- 13 luglio - Roger Edens, compositore statunitense (n. 1905)
- 13 luglio - Leslie Groves, generale statunitense (n. 1896)
- 13 luglio - John Edward Mellish, astronomo statunitense (n. 1886)
- 13 luglio - Klara Milch, nuotatrice austriaca (n. 1891)
- 13 luglio - Arthur C. Miller, direttore della fotografia statunitense (n. 1895)
- 13 luglio - Adolfo Quintieri, avvocato e politico italiano (n. 1887)
- 13 luglio - Sheng Shicai, generale e politico cinese (n. 1897)
- 14 luglio - Vic Beaman, pallanuotista britannico (n. 1897)
- 14 luglio - Preston Foster, attore e cantante statunitense (n. 1900)
- 14 luglio - Fritz Grüneisen, calciatore svizzero (n. 1906)
- 14 luglio - Luis Mariano, tenore e attore spagnolo (n. 1914)
- 15 luglio - Eric Berne, psicologo canadese (n. 1910)
- 15 luglio - Franco Bodrero, ciclista su strada italiano (n. 1943)
- 15 luglio - Leslie Fry, saggista e agente segreto statunitense (n. 1882)
- 15 luglio - Herbert Huber, sciatore alpino austriaco (n. 1944)
- 15 luglio - Frits Lugt, collezionista d'arte e storico dell'arte olandese (n. 1884)
- 15 luglio - George Mills, calciatore britannico (n. 1908)
- 15 luglio - Almada Negreiros, pittore e poeta portoghese (n. 1893)
- 16 luglio - Giovanni Cerri, poeta italiano (n. 1900)
- 16 luglio - Eucardio Momigliano, giornalista, politico e storico italiano (n. 1888)
- 16 luglio - Frank Nelson, astista statunitense (n. 1887)
- 17 luglio - Juan Botella, tuffatore messicano (n. 1941)
- 17 luglio - Juano Hernández, attore portoricano (n. 1896)
- 17 luglio - François de Geoffre, aviatore, militare e scrittore francese (n. 1917)
- 18 luglio - Clifford Chilcott, lottatore canadese (n. 1898)
- 19 luglio - Henri Lauvaux, mezzofondista francese (n. 1900)
- 19 luglio - Panagiōtīs Pipinelīs, politico e diplomatico greco (n. 1899)
- 20 luglio - Egon Eiermann, architetto tedesco (n. 1904)
- 20 luglio - William Ogilvy Kermack, biochimico scozzese (n. 1898)
- 20 luglio - Ernst Krebs, canoista tedesco (n. 1906)
- 20 luglio - Jindřich Šoltys, allenatore di calcio e calciatore cecoslovacco (n. 1902)
- 21 luglio - Bob Kalsu, giocatore di football americano statunitense (n. 1945)
- 22 luglio - Antonio Carminati, architetto italiano (n. 1894)
- 22 luglio - Gaetano Del Pezzo, calciatore, dirigente sportivo e arbitro di calcio italiano (n. 1892)
- 22 luglio - Charles Inaebnit, calciatore svizzero (n. 1886)
- 22 luglio - Fritz Kortner, attore, regista e sceneggiatore austriaco (n. 1892)
- 22 luglio - Maria Giovanna Albertoni Pirelli, filantropa italiana (n. 1915)
- 23 luglio - Hisanori Fujita, militare e politico giapponese (n. 1880)
- 23 luglio - Andre Lucas, militare statunitense (n. 1930)
- 23 luglio - Leith Stevens, compositore, musicista e direttore d'orchestra statunitense (n. 1909)
- 24 luglio - Pietro Lombari, politico italiano (n. 1902)
- 24 luglio - Pёtr Repnin, attore sovietico (n. 1894)
- 25 luglio - Amadeo Bordiga, politico, giornalista e rivoluzionario italiano (n. 1889)
- 25 luglio - Franco Corradi, carabiniere italiano (n. 1943)
- 25 luglio - Carl Martin Norberg, ginnasta svedese (n. 1886)
- 26 luglio - Claud Allister, attore britannico (n. 1888)
- 27 luglio - Paul Armengaud, generale francese (n. 1879)
- 27 luglio - Vittorio Galluzzi, avvocato e politico italiano (n. 1901)
- 27 luglio - Charles Lelong, velocista francese (n. 1891)
- 27 luglio - Romolo Parboni, pugile italiano (n. 1900)
- 27 luglio - António de Oliveira Salazar, politico e economista portoghese (n. 1889)
- 28 luglio - Glauco Lombardi, antiquario e giornalista italiano (n. 1881)
- 28 luglio - Mario Salfi, zoologo, biologo e entomologo italiano (n. 1900)
- 29 luglio - John Barbirolli, direttore d'orchestra britannico (n. 1899)
- 29 luglio - Albert Beuchat, calciatore svizzero (n. 1890)
- 29 luglio - Carlo De Vecchi, calciatore italiano (n. 1895)
- 29 luglio - Stanley Edgar Hyman, critico letterario statunitense (n. 1919)
- 29 luglio - Frankie Lee, attore statunitense (n. 1911)
- 29 luglio - Ionel Perlea, direttore d'orchestra e compositore rumeno (n. 1900)
- 29 luglio - Giulia Veronesi, storica dell'architettura e traduttrice italiana (n. 1906)
- 30 luglio - Dan A. Kimball, politico statunitense (n. 1896)
- 30 luglio - Maud Lewis, pittrice canadese (n. 1903)
- 30 luglio - George Szell, direttore d'orchestra e compositore ungherese (n. 1897)
- 31 luglio - Mimì Aguglia, attrice italiana (n. 1884)
- 31 luglio - Jimmy Conzelman, giocatore di football americano e allenatore di football americano statunitense (n. 1898)
- 31 luglio - Nicholas Minorsky, ingegnere e matematico statunitense (n. 1885)
- 31 luglio - André Mourlon, velocista francese (n. 1903)
- 31 luglio - John Postley, cestista statunitense (n. 1940)

## Agosto(72)
- 1º agosto - Gianfranco Bianchin, ciclista su strada italiano (n. 1947)
- 1º agosto - Vincenzo Del Giudice, giurista italiana (n. 1884)
- 1º agosto - Frances Farmer, attrice statunitense (n. 1913)
- 1º agosto - Paolo Lami, calciatore italiano (n. 1907)
- 1º agosto - Giuseppe Pizzardo, cardinale italiano (n. 1877)
- 1º agosto - Otto Heinrich Warburg, medico e fisiologo tedesco (n. 1883)
- 2 agosto - Salvatore Cherubino, matematico italiano (n. 1885)
- 2 agosto - Jean Dessès, stilista greco (n. 1904)
- 3 agosto - Gérard Isbecque, calciatore francese (n. 1897)
- 3 agosto - Heinz London, fisico tedesco (n. 1907)
- 5 agosto - Otto Hardwick, sassofonista statunitense (n. 1904)
- 5 agosto - Richard Peirse, generale e aviatore inglese (n. 1892)
- 6 agosto - Albin Kitzinger, calciatore tedesco (n. 1912)
- 7 agosto - Giorgi K'vinit'adze, generale georgiano (n. 1874)
- 7 agosto - Franziskus von Streng, vescovo cattolico e teologo svizzero (n. 1884)
- 8 agosto - Pierre Weiss, generale, aviatore e scrittore francese (n. 1889)
- 9 agosto - Franco Cobianchi, attore e sceneggiatore italiano (n. 1923)
- 9 agosto - Riccardo Ravagnan, politico, avvocato e partigiano italiano (n. 1894)
- 10 agosto - Nikolaj Ėrdman, drammaturgo e sceneggiatore sovietico (n. 1900)
- 10 agosto - Zaccaria Giacometti, giurista svizzero (n. 1893)
- 10 agosto - Tetsu Komai, attore giapponese (n. 1894)
- 10 agosto - Joe Lapchick, cestista e allenatore di pallacanestro statunitense (n. 1900)
- 10 agosto - Bernd Alois Zimmermann, compositore tedesco (n. 1918)
- 11 agosto - Giovanni Polvani, fisico italiano (n. 1892)
- 11 agosto - Franz Alfred Schilder, biologo tedesco (n. 1896)
- 12 agosto - Teymur Bakhtiar, generale e agente segreto iraniano (n. 1914)
- 12 agosto - Glenn Hartranft, pesista e discobolo statunitense (n. 1901)
- 12 agosto - Arne Nyberg, calciatore svedese (n. 1913)
- 12 agosto - Luigi Picchi, organista e compositore italiano (n. 1899)
- 13 agosto - Michael Michaelsen, pugile danese (n. 1899)
- 14 agosto - Steve Darrell, attore statunitense (n. 1904)
- 14 agosto - Rodrigo Gómez, banchiere, economista e politico messicano (n. 1897)
- 14 agosto - Vano Il'ič Muradeli, compositore georgiano (n. 1908)
- 14 agosto - Alberto Pumarejo, politico colombiano (n. 1893)
- 15 agosto - Archimede Mischi, generale italiano (n. 1885)
- 15 agosto - Georg Svensson, pallanuotista svedese (n. 1908)
- 15 agosto - Duane Thompson, attrice statunitense (n. 1903)
- 15 agosto - Angelo Zambarbieri, vescovo cattolico italiano (n. 1913)
- 16 agosto - Beniamino Bufano, scultore italiano (n. 1898)
- 16 agosto - Ulderico Fabbri, scultore italiano (n. 1897)
- 16 agosto - Charles des Jamonières, tiratore a segno francese (n. 1902)
- 17 agosto - Lois Butler, sciatrice alpina e aviatrice canadese (n. 1897)
- 17 agosto - Antonio Pensa, anatomista italiano (n. 1874)
- 18 agosto - Soledad Miranda, attrice spagnola (n. 1943)
- 18 agosto - Furio Monticelli, generale italiano (n. 1888)
- 19 agosto - Joe Hamood, cestista statunitense (n. 1943)
- 19 agosto - Werner Max Moser, architetto e designer svizzero (n. 1896)
- 20 agosto - Mickey Daniels, attore statunitense (n. 1914)
- 20 agosto - Sergej Romanov, calciatore russo (n. 1897)
- 20 agosto - Román Viñoly Barreto, regista e sceneggiatore uruguaiano (n. 1914)
- 21 agosto - Giovanni Tonetti, partigiano e politico italiano (n. 1888)
- 22 agosto - Bernardo Giner de los Ríos, architetto, scrittore e politico spagnolo (n. 1888)
- 22 agosto - Hermann Knaus, chirurgo austriaco (n. 1892)
- 22 agosto - Adolf Merkl, giurista e filosofo austriaco (n. 1890)
- 22 agosto - Vladimir Jakovlevič Propp, linguista e antropologo russo (n. 1895)
- 23 agosto - Babe Ziegenhorn, cestista statunitense (n. 1918)
- 25 agosto - Max Abegglen, calciatore svizzero (n. 1902)
- 25 agosto - Karl Casper, generale tedesco (n. 1893)
- 25 agosto - Giuseppe Grabbi, calciatore italiano (n. 1901)
- 25 agosto - Tachū Naitō, architetto e ingegnere giapponese (n. 1886)
- 26 agosto - Vasco Cavani, calciatore italiano (n. 1909)
- 26 agosto - Adhemar Pimenta, allenatore di calcio brasiliano (n. 1896)
- 27 agosto - Bruno Ciari, pedagogista italiano (n. 1923)
- 28 agosto - Théo Sarapo, cantante e attore francese (n. 1936)
- 29 agosto - André Borel, calciatore svizzero (n. 1893)
- 30 agosto - Bruno Franceschini, militare austriaco (n. 1894)
- 30 agosto - Friedrich Frisius, ammiraglio tedesco (n. 1895)
- 30 agosto - Nicola Girace, schermidore italiano (n. 1907)
- 30 agosto - Abraham Zapruder, ucraino (n. 1905)
- 31 agosto - Booker Ervin, sassofonista statunitense (n. 1930)
- 31 agosto - Amarro Fiamberti, psichiatra e calciatore italiano (n. 1894)
- 31 agosto - Alois Kovařovič, calciatore boemo (n. 1886)

## Settembre(110)
- 1º settembre - Tony Leach, calciatore inglese (n. 1903)
- 1º settembre - François Mauriac, scrittore, giornalista e drammaturgo francese (n. 1885)
- 1º settembre - Luigi Pantani, calciatore italiano (n. 1908)
- 1º settembre - Taira Shinken, artista marziale giapponese (n. 1897)
- 2 settembre - Nuccia Bongiovanni, cantante italiana (n. 1930)
- 2 settembre - Kiyoshi Hasegawa, ammiraglio giapponese (n. 1883)
- 2 settembre - Marie-Pierre Kœnig, generale e politico francese (n. 1898)
- 2 settembre - Mercedes Llopart, soprano spagnolo (n. 1895)
- 3 settembre - Frank Cervell, schermidore svedese (n. 1907)
- 3 settembre - Vasil Gendov, attore, regista e sceneggiatore bulgaro (n. 1891)
- 3 settembre - Thor Larsen, ginnasta norvegese (n. 1886)
- 3 settembre - Vince Lombardi, allenatore di football americano statunitense (n. 1913)
- 3 settembre - Louella Maxam, attrice statunitense (n. 1896)
- 3 settembre - Alan Wilson, chitarrista, cantante e armonicista statunitense (n. 1943)
- 4 settembre - Ottorino Luschi, fantino italiano (n. 1887)
- 5 settembre - Luigi Ingrassia, calciatore italiano (n. 1909)
- 5 settembre - Jesse Pennington, calciatore inglese (n. 1883)
- 5 settembre - Jochen Rindt, pilota automobilistico austriaco (n. 1942)
- 5 settembre - André Simon, scrittore francese (n. 1877)
- 6 settembre - Hans Howaldt, militare tedesco (n. 1888)
- 6 settembre - Bertil Ohlson, multiplista svedese (n. 1899)
- 6 settembre - Charles Regamey, calciatore svizzero (n. 1910)
- 7 settembre - Giulio Gedda, compositore italiano (n. 1899)
- 7 settembre - Donald Baxter MacMillan, esploratore statunitense (n. 1874)
- 7 settembre - Arturo Maghizzano, attore teatrale italiano (n. 1905)
- 7 settembre - Nicola Perrotti, psicoanalista e politico italiano (n. 1897)
- 7 settembre - Laura Sawyer, attrice statunitense (n. 1885)
- 7 settembre - Arne Yven, calciatore norvegese (n. 1904)
- 8 settembre - Gaetano Arcangeli, poeta italiano (n. 1910)
- 8 settembre - Gentil Cardoso, allenatore di calcio brasiliano (n. 1906)
- 8 settembre - Pedro Cea, calciatore e allenatore di calcio uruguaiano (n. 1900)
- 8 settembre - Georges Lagouge, ginnasta francese (n. 1893)
- 8 settembre - Percy Spencer, ingegnere e inventore statunitense (n. 1894)
- 9 settembre - Lojze Dolinar, scultore sloveno (n. 1893)
- 9 settembre - Ricardo Faccio, calciatore e allenatore di calcio uruguaiano (n. 1907)
- 9 settembre - Josef Pöttinger, calciatore e allenatore di calcio tedesco (n. 1903)
- 10 settembre - Flavio Albizzati, politico, sindacalista e partigiano italiano (n. 1886)
- 10 settembre - Cy Denneny, hockeista su ghiaccio canadese (n. 1891)
- 10 settembre - Emil Röthong, ginnasta tedesco (n. 1878)
- 11 settembre - Tolomeo Faccendi, scultore italiano (n. 1905)
- 11 settembre - André Mangeot, violinista, imprenditore e docente francese (n. 1883)
- 11 settembre - Ernst May, architetto e urbanista tedesco (n. 1886)
- 11 settembre - Lucien Morisse, produttore discografico francese (n. 1929)
- 11 settembre - Chester Morris, attore statunitense (n. 1901)
- 11 settembre - Pál Pusztai, fumettista, grafico e illustratore ungherese (n. 1919)
- 11 settembre - Giuseppe Vaccaro, architetto italiano (n. 1896)
- 12 settembre - George Terwilliger, regista e sceneggiatore statunitense (n. 1882)
- 12 settembre - Christian Zervos, storico dell'arte, saggista e editore greco (n. 1889)
- 14 settembre - Rudolf Carnap, filosofo, logico e esperantista tedesco (n. 1891)
- 14 settembre - Maria Ros, soprano spagnolo (n. 1891)
- 15 settembre - Johan Furstner, ammiraglio e politico olandese (n. 1887)
- 15 settembre - Eileen J. Garrett, parapsicologa irlandese (n. 1893)
- 16 settembre - Mauro De Mauro, giornalista italiano (n. 1921)
- 16 settembre - Pavel Nikolaevič Evdokimov, filosofo e teologo russo (n. 1901)
- 16 settembre - Antal Róka, marciatore ungherese (n. 1927)
- 16 settembre - Martti Salminen, cestista finlandese (n. 1915)
- 17 settembre - France Bevk, scrittore, poeta e traduttore sloveno (n. 1890)
- 17 settembre - Davey Brown, calciatore statunitense (n. 1898)
- 17 settembre - Désiré Keteleer, ciclista su strada belga (n. 1920)
- 18 settembre - Cesare Giardini, traduttore, scrittore e storico italiano (n. 1893)
- 18 settembre - Jimi Hendrix, chitarrista e cantautore statunitense (n. 1942)
- 19 settembre - Guglielmo Ferri, militare e politico italiano (n. 1907)
- 19 settembre - Kōstas Geōrgakīs, attivista greco (n. 1948)
- 19 settembre - Nicolae Goldberger, politico rumeno (n. 1904)
- 19 settembre - Johannes Heinrich Schultz, psichiatra e psicoterapeuta tedesco (n. 1884)
- 19 settembre - Teodosio VI, siriano (n. 1885)
- 20 settembre - Alexandros Othonaios, generale greco (n. 1879)
- 21 settembre - Gilbert Brébion, calciatore francese (n. 1887)
- 21 settembre - Alessandro De Magistris, calciatore italiano (n. 1890)
- 21 settembre - Bakshish Singh, hockeista su prato indiano (n. 1929)
- 21 settembre - Adolf Wiklund, biatleta svedese (n. 1921)
- 22 settembre - Janko Alexy, scrittore e pittore slovacco (n. 1894)
- 22 settembre - Pietro Chiodi, filosofo e partigiano italiano (n. 1915)
- 22 settembre - Erich Ebermayer, scrittore, sceneggiatore e avvocato tedesco (n. 1900)
- 22 settembre - Paul Fritsch, pugile francese (n. 1901)
- 22 settembre - Alice Hamilton, medico statunitense (n. 1869)
- 22 settembre - Vojtěch Jarník, matematico ceco (n. 1897)
- 22 settembre - Erich Waschneck, regista, direttore della fotografia e produttore cinematografico tedesco (n. 1887)
- 23 settembre - Bourvil, attore, cantante e compositore francese (n. 1917)
- 23 settembre - Mariano Castillo, scacchista cileno (n. 1905)
- 23 settembre - Umberto De Martino, schermidore e dirigente sportivo italiano (n. 1906)
- 23 settembre - Veno Pilon, pittore e fotografo sloveno (n. 1896)
- 24 settembre - Angelo Bianchi, geologo e mineralogista italiano (n. 1892)
- 24 settembre - Angelo Rizzoli, imprenditore, editore e produttore cinematografico italiano (n. 1889)
- 25 settembre - Beulah Marie Dix, scrittrice, sceneggiatrice e commediografa statunitense (n. 1876)
- 25 settembre - Jefim Golyscheff, pittore, compositore e musicista ucraino (n. 1897)
- 25 settembre - Inez Haynes Irwin, scrittrice e giornalista statunitense (n. 1873)
- 25 settembre - Erich Maria Remarque, scrittore tedesco (n. 1898)
- 26 settembre - István Beneda, calciatore ungherese (n. 1904)
- 26 settembre - Lily Branscombe, attrice neozelandese (n. 1876)
- 26 settembre - Vincenzo Ciardo, pittore italiano (n. 1894)
- 26 settembre - Emilio Guano, vescovo cattolico e biblista italiano (n. 1900)
- 26 settembre - Pietro Sordi, aviatore italiano (n. 1894)
- 26 settembre - Emma Strada, ingegnera italiana (n. 1884)
- 27 settembre - Billy Kirton, calciatore inglese (n. 1896)
- 27 settembre - Jack Stirling, cestista statunitense (n. 1917)
- 28 settembre - Giuseppe Caraci, geografo e storico italiano (n. 1893)
- 28 settembre - John Dos Passos, scrittore, giornalista e saggista statunitense (n. 1896)
- 28 settembre - Marco Mariani, attore italiano (n. 1918)
- 28 settembre - Mahmud Muntasser, politico libico (n. 1903)
- 28 settembre - Gamal Abd el-Nasser, militare e politico egiziano (n. 1918)
- 28 settembre - Riccardo Rosa, politico italiano (n. 1902)
- 29 settembre - Elmer Gainer, cestista statunitense (n. 1918)
- 29 settembre - Edward Everett Horton, attore statunitense (n. 1886)
- 30 settembre - Benedetto Aloisi Masella, cardinale italiano (n. 1879)
- 30 settembre - Galeno Ceccarelli, chirurgo italiano (n. 1889)
- 30 settembre - Sid Jordan, attore statunitense (n. 1889)
- 30 settembre - Karel Pešek, calciatore e hockeista su ghiaccio cecoslovacco (n. 1895)
- 30 settembre - Giuseppe Vingiano, scrittore e giornalista italiano (n. 1888)
- 30 settembre - Perc Westmore, truccatore britannico (n. 1904)

## Ottobre(81)
- 1º ottobre - Juan Arrillaga, calciatore argentino (n. 1908)
- 1º ottobre - Vilhelm Carlberg, tiratore a segno svedese (n. 1880)
- 1º ottobre - Aristide Giannelli, ingegnere italiano (n. 1888)
- 1º ottobre - Paolino Piola, calciatore italiano (n. 1914)
- 1º ottobre - Józef Słonecki, calciatore e allenatore di calcio polacco (n. 1899)
- 2 ottobre - Marcello Canino, ingegnere e architetto italiano (n. 1895)
- 2 ottobre - Marion Fairfax, sceneggiatrice, commediografa e montatrice statunitense (n. 1875)
- 2 ottobre - Lauro Gazzolo, attore e doppiatore italiano (n. 1900)
- 2 ottobre - Charles Méré, drammaturgo, sceneggiatore e regista francese (n. 1883)
- 2 ottobre - Grethe Weiser, attrice tedesca (n. 1903)
- 3 ottobre - Vittoria Adelaide di Schleswig-Holstein-Sonderburg-Glücksburg, principessa (n. 1885)
- 4 ottobre - Emmanuel Aznar, calciatore francese (n. 1915)
- 4 ottobre - Janis Joplin, cantautrice statunitense (n. 1943)
- 4 ottobre - Jella Lepman, giornalista, scrittrice e traduttrice tedesca (n. 1891)
- 4 ottobre - Curtis Turner, pilota automobilistico statunitense (n. 1924)
- 6 ottobre - Julian Przyboś, poeta polacco (n. 1901)
- 8 ottobre - Lucien Goldmann, docente e sociologo rumeno (n. 1913)
- 9 ottobre - Jean Giono, scrittore, saggista e traduttore francese (n. 1895)
- 9 ottobre - Claude Rostand, musicologo, saggista e critico musicale francese (n. 1912)
- 10 ottobre - Édouard Daladier, politico francese (n. 1884)
- 10 ottobre - Adam Rapacki, politico polacco (n. 1909)
- 10 ottobre - Adamo Zanelli, politico, antifascista e partigiano italiano (n. 1899)
- 11 ottobre - Kiichiro Higuchi, generale giapponese (n. 1888)
- 11 ottobre - Andrija Kujundžić, calciatore jugoslavo (n. 1899)
- 12 ottobre - Rune Carlsten, attore e regista svedese (n. 1890)
- 12 ottobre - Gennadij Mičurin, attore sovietico (n. 1897)
- 13 ottobre - Julia Culp, mezzosoprano olandese (n. 1880)
- 13 ottobre - Giuseppe Martinenghi, architetto italiano (n. 1894)
- 13 ottobre - Alberto Prebisch, architetto argentino (n. 1899)
- 14 ottobre - Horst von Usedom, generale tedesco (n. 1906)
- 15 ottobre - Leonarda Cianciulli, serial killer italiana (n. 1894)
- 15 ottobre - Avanti Martinetti, pistard italiano (n. 1904)
- 15 ottobre - Ernie Stevenson, calciatore inglese (n. 1923)
- 16 ottobre - Fratelli Mai, compositore di scacchi italiano (n. 1903)
- 16 ottobre - Arturo Scattini, generale italiano (n. 1890)
- 17 ottobre - Pierre Laporte, politico canadese (n. 1921)
- 17 ottobre - Jan Syrový, generale e politico cecoslovacco (n. 1888)
- 17 ottobre - Vola Vale, attrice statunitense (n. 1897)
- 17 ottobre - Magda Zsabka, schermitrice ungherese (n. 1923)
- 18 ottobre - Belkacem Krim, militare e politico algerino (n. 1922)
- 18 ottobre - Sergej Papov, attore sovietico (n. 1904)
- 18 ottobre - Zeid bin Hussein, principe iracheno (n. 1898)
- 19 ottobre - Lázaro Cárdenas del Río, politico e generale messicano (n. 1895)
- 19 ottobre - Mario Latilla, cantante, chitarrista e direttore d'orchestra italiano (n. 1896)
- 19 ottobre - Adolfo Leoni, ciclista su strada e pistard italiano (n. 1917)
- 19 ottobre - Mike McDermott, nuotatore e pallanuotista statunitense (n. 1893)
- 19 ottobre - Vittorio Vaccarella, militare italiano (n. 1930)
- 19 ottobre - Unica Zürn, artista e scrittrice tedesca (n. 1916)
- 20 ottobre - Ted "Kid" Lewis, pugile britannico (n. 1893)
- 20 ottobre - Stefano Pascolini, ammiraglio italiano (n. 1918)
- 20 ottobre - Patrick Wymark, attore britannico (n. 1926)
- 21 ottobre - Abul Djabar, serial killer afghano
- 21 ottobre - Ernest Haller, direttore della fotografia statunitense (n. 1896)
- 21 ottobre - Ignazio Lucibello, pittore italiano (n. 1904)
- 21 ottobre - Joachim Rademacher, pallanuotista tedesco (n. 1906)
- 21 ottobre - John Scopes, insegnante statunitense (n. 1900)
- 22 ottobre - Norman Bullock, calciatore e allenatore di calcio inglese (n. 1900)
- 22 ottobre - Samson François, pianista e compositore francese (n. 1924)
- 22 ottobre - Sándor Gözsy, schermidore ungherese (n. 1906)
- 24 ottobre - Alessandro Gloria, generale italiano (n. 1883)
- 24 ottobre - Johnny Hines, attore, regista e sceneggiatore statunitense (n. 1895)
- 24 ottobre - Richard Hofstadter, storico statunitense (n. 1916)
- 24 ottobre - Giuseppe Mangiarotti, schermidore italiano (n. 1883)
- 25 ottobre - Guillermo Portabales, compositore, cantante e chitarrista cubano (n. 1911)
- 25 ottobre - René Schneider, generale cileno (n. 1914)
- 25 ottobre - Ülo Sooster, artista estone (n. 1924)
- 25 ottobre - Rolf Westgaard, calciatore norvegese (n. 1898)
- 26 ottobre - Kid Kaplan, pugile statunitense (n. 1901)
- 26 ottobre - Marcel Minnaert, astronomo belga (n. 1893)
- 27 ottobre - Kyösti Luukko, lottatore finlandese (n. 1903)
- 27 ottobre - Conrado Ross, calciatore e allenatore di calcio uruguaiano (n. 1908)
- 27 ottobre - George Waldemar, critico d'arte francese (n. 1893)
- 28 ottobre - Baby Huey, cantante statunitense (n. 1944)
- 28 ottobre - Giovacchino Forzano, giornalista, commediografo e regista italiano (n. 1883)
- 28 ottobre - Karl Gümbel, generale tedesco (n. 1888)
- 28 ottobre - Kyōichi Sawada, fotografo giapponese (n. 1936)
- 29 ottobre - Pietro Leone, insegnante italiano (n. 1917)
- 30 ottobre - Ruggero Zangrandi, giornalista, scrittore e storico italiano (n. 1915)
- 31 ottobre - Gino Baroncini, sindacalista e dirigente d'azienda italiano (n. 1893)
- 31 ottobre - Heinrich Blücher, filosofo e docente tedesco (n. 1899)
- 31 ottobre - Jimmy Kelly, calciatore irlandese (n. 1910)

## Novembre(76)
- 1º novembre - Schuyler Enck, mezzofondista statunitense (n. 1900)
- 1º novembre - Carlo Morgari, pittore italiano (n. 1888)
- 1º novembre - Edvige Maria d'Asburgo-Lorena, nobile austriaca (n. 1896)
- 2 novembre - Abram Samojlovič Bezicovič, matematico russo (n. 1891)
- 2 novembre - Richard James Cushing, cardinale statunitense (n. 1895)
- 2 novembre - Fernand Gravey, attore belga (n. 1905)
- 2 novembre - Amedeo Moscati, avvocato e politico italiano (n. 1876)
- 2 novembre - Pierre Veyron, pilota di Formula 1 francese (n. 1903)
- 3 novembre - Raffaello De Rensis, musicologo e critico musicale italiano (n. 1879)
- 3 novembre - Pietro II di Jugoslavia, re jugoslavo (n. 1923)
- 3 novembre - Lizette Thorne, attrice britannica (n. 1882)
- 4 novembre - Friedrich Kellner, politico tedesco (n. 1885)
- 4 novembre - Ol'ga Izmajlovna Semënova-Tjan-Šanskaja, scacchista sovietica (n. 1911)
- 5 novembre - Teruhisa Komatsu, ammiraglio giapponese (n. 1888)
- 5 novembre - Mario Scrivano, calciatore italiano (n. 1892)
- 6 novembre - Leonida Barboni, direttore della fotografia italiano (n. 1909)
- 6 novembre - Bruno Cassinelli, avvocato e politico italiano (n. 1893)
- 6 novembre - Italo Garinei, anarchico, sindacalista e pubblicista italiano (n. 1886)
- 6 novembre - Agustín Lara, compositore e cantante messicano (n. 1900)
- 7 novembre - Bruno Meriggi, slavista e traduttore italiano (n. 1927)
- 7 novembre - Bert Plaxton, hockeista su ghiaccio canadese (n. 1901)
- 8 novembre - Assuero Teofano Bassi, missionario e vescovo cattolico italiano (n. 1887)
- 8 novembre - Renzo Cesana, attore, dialoghista e pubblicitario italiano (n. 1907)
- 8 novembre - Napoleon Hill, scrittore e saggista statunitense (n. 1883)
- 9 novembre - Francesco Giuliani, poeta e scrittore italiano (n. 1890)
- 9 novembre - Charles de Gaulle, generale e politico francese (n. 1890)
- 10 novembre - Mario Francisco Fortunato, calciatore argentino (n. 1905)
- 10 novembre - Hellmuth Heye, ammiraglio tedesco (n. 1895)
- 12 novembre - Carlos Alves, calciatore portoghese (n. 1903)
- 13 novembre - Alberto Massa Gallucci, generale italiano (n. 1905)
- 13 novembre - Hélène Sparrow, medica e microbiologa polacca (n. 1891)
- 14 novembre - Lionello Groff, politico italiano (n. 1880)
- 15 novembre - Eduardo Víctor Haedo, politico uruguaiano (n. 1891)
- 15 novembre - Lew Tendler, pugile statunitense (n. 1898)
- 15 novembre - Konstantinos Tsaldaris, politico greco (n. 1884)
- 15 novembre - Karl Christian Weber, missionario e vescovo cattolico tedesco (n. 1886)
- 16 novembre - Luis Jiménez de Asúa, giurista, diplomatico e politico spagnolo (n. 1889)
- 19 novembre - Abdelaziz Ben Tifour, calciatore algerino (n. 1927)
- 19 novembre - Andrej Ivanovič Erëmenko, generale sovietico (n. 1892)
- 19 novembre - Marija Veniaminovna Judina, pianista sovietica (n. 1899)
- 19 novembre - Sent M'Ahesa, ballerina, traduttrice e giornalista svedese (n. 1883)
- 19 novembre - Mario Malatesta, calciatore e allenatore di calcio italiano (n. 1908)
- 19 novembre - Dolindo Ruotolo, presbitero italiano (n. 1882)
- 19 novembre - Lewis Sargent, attore statunitense (n. 1903)
- 19 novembre - Ferdinando Seriolo, calciatore italiano (n. 1902)
- 20 novembre - Alessandro Ghigi, zoologo, naturalista e ambientalista italiano (n. 1875)
- 21 novembre - Newsy Lalonde, hockeista su ghiaccio e allenatore di hockey su ghiaccio canadese (n. 1887)
- 21 novembre - Chandrasekhara Venkata Raman, fisico indiano (n. 1888)
- 21 novembre - Percy Ernst Schramm, storico tedesco (n. 1894)
- 22 novembre - George Finch, chimico e alpinista australiano (n. 1888)
- 22 novembre - Martha Holliday, attrice e ballerina statunitense (n. 1922)
- 23 novembre - Giancarlo Cornaggia-Medici, schermidore italiano (n. 1904)
- 23 novembre - Yusof Ishak, politico singaporiano (n. 1910)
- 23 novembre - Slavko Kodrnja, calciatore e allenatore di calcio jugoslavo (n. 1911)
- 23 novembre - Alf Prøysen, scrittore, poeta e cantautore norvegese (n. 1914)
- 24 novembre - Alice Seeley Harris, missionaria e fotografa britannica (n. 1870)
- 25 novembre - Albert Ayler, sassofonista statunitense (n. 1936)
- 25 novembre - James William Barrett, calciatore inglese (n. 1907)
- 25 novembre - Louise Glaum, attrice statunitense (n. 1888)
- 25 novembre - Alberto Gori, patriarca cattolico italiano (n. 1889)
- 25 novembre - Hans Lohneis, calciatore tedesco (n. 1895)
- 25 novembre - Yukio Mishima, scrittore, drammaturgo e saggista giapponese (n. 1925)
- 25 novembre - Pierre Vladimiroff, ballerino e insegnante russo (n. 1893)
- 26 novembre - Abraham Kupchik, scacchista statunitense (n. 1892)
- 26 novembre - Carl Riegel, calciatore tedesco (n. 1897)
- 26 novembre - Sigfrid Siwertz, scrittore svedese (n. 1882)
- 27 novembre - Jaap van de Griend, calciatore olandese (n. 1904)
- 27 novembre - Helene Madison, nuotatrice statunitense (n. 1913)
- 28 novembre - Giorgio Del Vecchio, filosofo e giurista italiano (n. 1878)
- 28 novembre - Alla Hors'ka, pittrice sovietica (n. 1929)
- 28 novembre - Nina Ricci, stilista italiana (n. 1883)
- 28 novembre - Fritz von Unruh, scrittore e drammaturgo tedesco (n. 1885)
- 29 novembre - Walter Stuempfig, pittore statunitense (n. 1914)
- 30 novembre - Alfonso Caso, archeologo e politico messicano (n. 1896)
- 30 novembre - Matthias Heidemann, calciatore tedesco (n. 1912)
- 30 novembre - Lőrinc Tritz, calciatore ungherese (n. 1902)

## Dicembre(100)
- 1º dicembre - Ceclava Czapska, rumena (n. 1899)
- 1º dicembre - Angelo Meli, presbitero, storico e scrittore italiano (n. 1901)
- 1º dicembre - Charlie Paynter, calciatore e allenatore di calcio inglese (n. 1879)
- 1º dicembre - William "Rip" Robertson, agente segreto statunitense (n. 1920)
- 2 dicembre - Pat Flaherty, attore statunitense (n. 1897)
- 2 dicembre - Pietro Someda de Marco, scrittore e storico italiano (n. 1891)
- 2 dicembre - Giuseppe Varetto, dirigente sportivo, arbitro di calcio e calciatore italiano (n. 1883)
- 3 dicembre - Enrico Guicciardi, giurista e avvocato italiano (n. 1909)
- 4 dicembre - Antanas Impulevičius, militare lituano (n. 1907)
- 4 dicembre - Casimiro Piccolo, pittore, esoterista e sensitivo italiano (n. 1894)
- 4 dicembre - Augusto Rangone, allenatore di calcio, dirigente sportivo e giornalista italiano (n. 1885)
- 4 dicembre - Henri Rolland, storico, numismatico e archeologo francese (n. 1887)
- 5 dicembre - Heinz Auerswald, avvocato tedesco (n. 1908)
- 5 dicembre - Mario Gori, poeta e scrittore italiano (n. 1926)
- 5 dicembre - Luigi Sacco, crittanalista e generale italiano (n. 1883)
- 6 dicembre - Leandro Faggin, pistard e ciclista su strada italiano (n. 1933)
- 6 dicembre - Thomas S. Power, generale statunitense (n. 1905)
- 7 dicembre - Romaine Brooks, pittrice statunitense (n. 1874)
- 7 dicembre - Emile Girardeau, scienziato francese (n. 1882)
- 7 dicembre - Rube Goldberg, fumettista statunitense (n. 1883)
- 8 dicembre - Alberto Buccicardi, allenatore di calcio cileno (n. 1914)
- 8 dicembre - Gilberto Crepax, violoncellista italiano (n. 1890)
- 8 dicembre - Benno Walter Gut, cardinale svizzero (n. 1897)
- 8 dicembre - Christopher Ingold, chimico britannico (n. 1893)
- 8 dicembre - Arthur Ewart Popham, storico dell'arte inglese (n. 1889)
- 9 dicembre - Arnaldo Calzolari, calciatore e allenatore di calcio italiano (n. 1906)
- 9 dicembre - Feroz Khan Noon, politico pakistano (n. 1893)
- 9 dicembre - Artëm Ivanovič Mikojan, ingegnere, imprenditore e politico sovietico (n. 1905)
- 9 dicembre - Bernardo Rogora, ciclista su strada e ciclocrossista italiano (n. 1911)
- 10 dicembre - Guido Grandi, entomologo italiano (n. 1886)
- 10 dicembre - Franco Sportelli, attore italiano (n. 1908)
- 10 dicembre - Willem van de Poll, fotografo olandese (n. 1895)
- 11 dicembre - Bartolomeo Aymo, ciclista su strada italiano (n. 1889)
- 11 dicembre - George Gray, ostacolista britannico (n. 1887)
- 11 dicembre - Luciano Limena, calciatore italiano (n. 1948)
- 11 dicembre - Abrahão De Moraes, astronomo e matematico brasiliano (n. 1917)
- 12 dicembre - Natan Isaevič Al'tman, pittore e scultore russo (n. 1889)
- 12 dicembre - Doris Blackburn, politica, attivista e pacifista australiana (n. 1889)
- 12 dicembre - Carolyn Craig, attrice statunitense (n. 1934)
- 12 dicembre - Emanuele Garda, ciclista su strada italiano (n. 1890)
- 12 dicembre - Louis Zimmer, astronomo e orologiaio belga (n. 1888)
- 13 dicembre - Heinrich Maria Davringhausen, pittore tedesco (n. 1894)
- 14 dicembre - Giovanni Cimara, attore italiano (n. 1889)
- 14 dicembre - Earl Eby, mezzofondista statunitense (n. 1894)
- 14 dicembre - Franz Schlegelberger, politico tedesco (n. 1876)
- 14 dicembre - Elmer Schoebel, pianista, compositore e arrangiatore statunitense (n. 1896)
- 14 dicembre - William Slim, generale britannico (n. 1891)
- 14 dicembre - Edoardo Weiss, psichiatra e psicoanalista italiano (n. 1889)
- 15 dicembre - Sylvie Jung Henrotin, tennista francese (n. 1904)
- 15 dicembre - Arnold Landvoigt, rugbista a 15 tedesco (n. 1879)
- 15 dicembre - Ernest Marsden, fisico neozelandese (n. 1889)
- 15 dicembre - Paul Wyatt, nuotatore statunitense (n. 1907)
- 16 dicembre - Victor André Laurent Eynac, politico francese (n. 1886)
- 16 dicembre - Oscar Lewis, antropologo statunitense (n. 1914)
- 16 dicembre - Friedrich Pollock, sociologo e filosofo tedesco (n. 1894)
- 16 dicembre - Cyril Wilkinson, hockeista su prato britannico (n. 1884)
- 17 dicembre - Salvatore Andreola, fotografo italiano (n. 1890)
- 17 dicembre - Noel Turnbull, tennista britannico (n. 1890)
- 17 dicembre - Oliver Waterman Larkin, storico statunitense (n. 1896)
- 17 dicembre - Boris Ivanovič Čeranovskij, ingegnere sovietico (n. 1896)
- 19 dicembre - Vittorio Bodini, ispanista, traduttore e poeta italiano (n. 1914)
- 19 dicembre - Aristide Merloni, imprenditore e politico italiano (n. 1897)
- 19 dicembre - Giulia Recli, compositrice e saggista italiana (n. 1884)
- 19 dicembre - Anna Riwkin-Brick, fotografa svedese (n. 1908)
- 19 dicembre - Eugenio Treves, scrittore e lessicografo italiano (n. 1888)
- 20 dicembre - Asbjørn Andersen, calciatore norvegese (n. 1922)
- 20 dicembre - Vinzenz Bronzin, matematico italiano (n. 1872)
- 20 dicembre - Gyula Halasy, tiratore a volo ungherese (n. 1891)
- 20 dicembre - Luigi Narduzzi, schermidore italiano (n. 1932)
- 21 dicembre - Elyesa Bazna, agente segreto albanese (n. 1904)
- 23 dicembre - Giuseppe Frignani, banchiere, dirigente d'azienda e politico italiano (n. 1892)
- 23 dicembre - Charles Ruggles, attore statunitense (n. 1886)
- 24 dicembre - Mario Andreini, cantastorie italiano (n. 1901)
- 24 dicembre - Carina Ari, ballerina e coreografa svedese (n. 1897)
- 24 dicembre - Otto Cordes, pallanuotista tedesco (n. 1905)
- 24 dicembre - Tom Farquharson, calciatore irlandese (n. 1899)
- 24 dicembre - Gustaf Malmström, lottatore svedese (n. 1884)
- 24 dicembre - Nikolaj Michajlovič Švernik, politico sovietico (n. 1888)
- 25 dicembre - Ludovico Bidoglio, calciatore argentino (n. 1900)
- 25 dicembre - Cesare Genovesi, avvocato e politico italiano (n. 1879)
- 25 dicembre - Naum Michajlovič Trachtenberg, regista sovietico (n. 1909)
- 26 dicembre - Lillian Board, velocista e mezzofondista britannica (n. 1948)
- 26 dicembre - Francesco Gamba, incisore italiano (n. 1895)
- 28 dicembre - Arthur Ashley, attore, regista e sceneggiatore statunitense (n. 1886)
- 28 dicembre - Lee Barnes, astista statunitense (n. 1906)
- 28 dicembre - Luis Gonzaga Llanza y Bobadilla, nobile e politico spagnolo (n. 1884)
- 28 dicembre - Brutus Hamilton, multiplista statunitense (n. 1900)
- 28 dicembre - Paul Kühnle, calciatore tedesco (n. 1885)
- 28 dicembre - L. Mendel Rivers, politico statunitense (n. 1905)
- 29 dicembre - Adalberto di Baviera, storico, scrittore e ambasciatore tedesco (n. 1886)
- 29 dicembre - William King Gregory, zoologo statunitense (n. 1876)
- 29 dicembre - Marie Menken, regista e pittrice statunitense (n. 1909)
- 29 dicembre - Arthur Nordenswan, tiratore a segno e militare svedese (n. 1883)
- 30 dicembre - Franco Giavara, calciatore e allenatore di calcio italiano (n. 1933)
- 30 dicembre - Sonny Liston, pugile statunitense (n. 1932)
- 30 dicembre - Arsenio Rodríguez, musicista e compositore cubano (n. 1911)
- 30 dicembre - Göte Turesson, botanico svedese (n. 1892)
- 30 dicembre - Lenore Ulric, attrice statunitense (n. 1894)
- 31 dicembre - Michael Balint, psicoanalista ungherese (n. 1896)
- 31 dicembre - Thomas F. Quinlan, vescovo cattolico e missionario irlandese (n. 1896)

## Senza giorno specificato(75)
- Laura Babini, traduttrice italiana (n. 1896)
- Umberto Balestrazzi, politico e sindacalista italiano (n. 1885)
- Gustav Bark, calciatore svizzero (n. 1889)
- Ottavio Baussano, pittore e scenografo italiano (n. 1898)
- Fernando Maria Brignoli, poeta e politico italiano (n. 1901)
- Arthur Bryks, pittore e scultore russo (n. 1890)
- Mario Bucci, pittore italiano (n. 1903)
- Mihály Bíró, calciatore ungherese (n. 1919)
- Mario Carillo, attore italiano (n. 1894)
- Wilbert McLeod Chapman, ittiologo statunitense (n. 1910)
- Robert Coppée, calciatore belga (n. 1895)
- Giovanni Corbjons, calciatore e allenatore di calcio italiano (n. 1900)
- Ángela Crocco, cestista argentina (n. 1921)
- Gyula Cseszneky, poeta, traduttore e politico ungherese (n. 1914)
- Alberto Damiani, partigiano italiano (n. 1903)
- Emilio Daniele, violinista, paroliere e compositore italiano (n. 1902)
- Costantino Della Casa, giornalista e fotografo italiano (n. 1920)
- Ruggero Falanga, pittore italiano (n. 1914)
- Francesco Fancello, politico e scrittore italiano (n. 1884)
- Hertha Feiler, attrice austriaca (n. 1916)
- Augusto Ferrari, architetto, pittore e fotografo italiano (n. 1871)
- Milan Fráňa, cestista cecoslovacco
- Bartolomeo Gallo, ingegnere italiano (n. 1897)
- Giulio Ghelarducci, pittore italiano (n. 1883)
- Aurelio Ghersi, ingegnere italiano (n. 1892)
- Alberto Giacomasso, scultore italiano (n. 1887)
- Ezio Giorgetti, italiano (n. 1912)
- Alterige Giorgi, scultore italiano (n. 1885)
- Umberto Giunti, artista italiano (n. 1886)
- Mariù Gleck, attrice italiana (n. 1897)
- José Santos Gollán, giornalista argentino (n. 1887)
- Léon Emmanuel Govaerts, architetto belga (n. 1891)
- Yvonne Gregory, fotografa britannica (n. 1889)
- August Güttinger, ginnasta svizzero (n. 1892)
- Franz Jakubowski, filosofo polacco (n. 1912)
- Tasso Janopoulo, pianista greco (n. 1897)
- Jack Kolle, calciatore indonesiano (n. 1912)
- Jun'ichi Kōuchi, pittore, disegnatore e animatore giapponese (n. 1886)
- Arthur Lawson, scenografo britannico (n. 1908)
- Martin Lübbert, attore tedesco (n. 1887)
- Dario Maragliano, chirurgo italiano (n. 1877)
- Ferrero Marianetti, tuffatore italiano (n. 1912)
- Luigi Marzocchi, fotografo e militare italiano (n. 1888)
- Giuseppe Masini, regista e sceneggiatore italiano (n. 1916)
- Giuseppe Mazzoli, scultore italiano (n. 1907)
- Antonio Melandri, tenore italiano (n. 1891)
- Efisio Melis, musicista italiano (n. 1890)
- Auguste Metgé, ebanista e scultore francese (n. 1883)
- Carlo Morelli, baritono cileno (n. 1897)
- Orazio Napoli, poeta e romanziere italiano (n. 1901)
- Stefano Natale, maratoneta italiano (n. 1903)
- Alexandros Nikolopoulos, sollevatore greco (n. 1875)
- Enrico Oldani, pittore italiano (n. 1914)
- Tsutomu Ōyokota, nuotatore giapponese (n. 1913)
- Ivos Pacetti, ceramista, imprenditore e fotografo italiano (n. 1901)
- Praskov′ja Georgievna Parchomenko, astronoma sovietica (n. 1886)
- Edmond Paris, saggista e filosofo francese (n. 1894)
- Gwendolyn Pates, attrice statunitense (n. 1891)
- Louis Pevernagie, pittore belga (n. 1904)
- Toni Piccolotto, pittore italiano (n. 1903)
- Augusta Rapetti Bassi, pianista e compositrice italiana (n. 1885)
- Bernard Robinson, scenografo britannico (n. 1912)
- Armando Rocchi, militare, prefetto e veterinario italiano (n. 1898)
- Salvatore Saponaro, scultore italiano (n. 1888)
- Attilio Selva, scultore italiano (n. 1888)
- Suvarte Soedarmadji, calciatore indonesiano (n. 1915)
- Ludovico Tarsia, politico italiano (n. 1876)
- Artëm Terjan, lottatore sovietico (n. 1930)
- Guglielmo Troncone, fotografo, giornalista e attore cinematografico italiano (n. 1890)
- Ghino Venturi, architetto e urbanista italiano (n. 1884)
- Giuseppe Verzocchi, imprenditore italiano (n. 1887)
- Dawid Wdowiński, neurologo e psichiatra polacco (n. 1895)
- Emilia Zampetti Nava, pittrice italiana (n. 1883)
- Otto Julius Zobel, ingegnere elettrotecnico e inventore statunitense (n. 1887)
- Annibale Zucchini, scultore e architetto italiano (n. 1891)